# ديفيميتوريكس
ديفيميتوريكس هو اسم دولي غير مسجل الملكية لمُستحضَر دوائيّ معروف أيضًا باسم ديفيميثوكسيدين، ويُباع تجاريّاً باسم كليوفيل، وهو عقار منبه من فئة البيبريدين، ومن مثبطات استرداد الدوبامين والنورإبينفرين.
كان عقار ديفيميتوريكس يستخدم في السابق كمثبط للشهية، إلّا أن الآثار الجانبية الناجمة عن تناوله، ولا سيّما الأرق، كانت لا تحتمل ممّا أدىّ إلى الحدّ من استخدامه للأغراض السريريّة. أنتج الديفيميتوريكس في فرنسا على يدّ شركة سيبا جايجي في عام 1966، ولكن لم يتم تسويقه حتى الآن.